# アルシャーク
『アルシャーク』 (ALSHARK) は、1991年5月24日に日本のライトスタッフから発売されたPC-9801用ロールプレイングゲーム。
主人公のシオン・アスマーンが住むコスマの町に落ちた巨大隕石の謎を解く所から物語が始まる。通常の戦闘シーンはコマンド選択式となっているが、宇宙空間での戦闘シーンはシューティングゲームとなっている事を特徴としている。
パソコン用ソフト『エメラルドドラゴン』（1989年）で知名度を上げたグローディアから独立したスタッフにより設立された、ライトスタッフのデビュー作である。キャラクターデザインに木村明広、シナリオに飯淳、音楽に佐藤天平を起用するなど、『エメラルドドラゴン』の流れを汲むスタッフによって作られている。
同年にX68000に移植された他、1993年にはFM-TOWNS、メガCDに移植、1994年にはPCエンジンSUPER CD-ROM2に移植された。

## ゲーム内容
『エメラルドドラゴン』の影響を受けており、相談コマンドや戦闘シーンでの見た目上の共通点は多い。その一方で、装備の部位は両手、頭、身体と細かく分類されており、強い装備を入手しても腕力が足りなければ装備できないといったシステムが導入されている。また、コンピュータRPGでは恒例のクレジット（お金）とは別にスクラップ（鉄屑）が存在し、メカニックの修理・改造・開発の際にクレジットの額面とは関係無く必要となる。
スペースオペラを謳い文句にしており、人間対人間以外にメカ同士による戦闘もあるほか、宇宙戦はシューティング風の戦闘と細かく分かれている。

## あらすじ
ゲームの舞台は、小宇宙"ウィスペラード"。マーズ、ウュリア、ゾリアスの3国家に離れているこの世界は、稙民惑星の争奪戦をきっかけに宇宙戦争が始まろうとしていた。
惑星ホムのコスマという町に住む少年、シオン・アスマーンは、少々好奇心の強いごく普通の少年である。
ある日、コスマの町の北にある大峡谷のザクセンキャニオンに謎の巨大隕石が落下する。シオンの父シドや、ガールフレンドのショーコ・ペンローズの父親であるマモン・ペンローズ博士をはじめとする人々が調査へ向かう。
シオンはショーコに誘われるまま、両親には内緒でその巨大隕石を見に行くことにした。この思いつきが、彼らを運命の冒険へ導いていく。

## 登場人物
シオン・アスマーン
声：緑川光
主人公。18歳。惑星ホムのコスマの町に両親と住む。
ショーコに誘われて隕石落下現場を見に行ったことで、宇宙を舞台とした動乱に巻き込まれる。
伝説のマーズ人、ウェー・ドゥムナの遺産であるマントを受け継ぎ、ゾリアス人との戦いを繰り広げる。
ショーコ・ペンローズ
声：田畑奈穂美
ヒロイン。シオンのガールフレンド。父親と二人暮らし。おてんばで気が強いが、情に脆いところもある。
シオンと共に隕石見物に向かったことで、共にゾリアス人（カーマ）と戦う羽目になる。
その強力なESP能力で、シオンを助けるパートナーとなる。
カル
声：矢島晶子
シオンの家のお手伝いロボット。幼いころからシオンを育ててきた旧型の教育用ロボットでもある。
隕石落下後、もぬけの殻となっていたシオンの家に唯一残されていたため、行動を共にすることになる。
スクラップ・ジョー
声：銀河万丈
本名はジョー・コンプスン。マモンやジドの古くからの親友。
スクラップから何でも作り出すという多彩な才能の持ち主で、カルの生みの親でもある。
シオンとショーコが唯一頼れる大人であるジョーの許を訪れたため、冒険に加わる。ジョーの作った宇宙船「スクラップ二世号」こと「アトライア」で、一同は壮大な宇宙を冒険することとなる。
ウェルダ・ミュレッツ
声：鶴ひろみ
チャウ・スノーミュ（コズミックホーク・マーズ連邦宙軍）のエース戦闘員。巨躯の女性サイボーグ。
お目付け役としてシオン達と行動を共にする。
元はゾリアス宙軍参謀のベック・ゴーギャンとマーズ人の娼婦の間に奇形児として誕生したが、後にサイボーグ化手術を受けたことで戦士として生まれ変わった。強力な戦闘能力を誇る女戦士だが、シオンたちに心を開こうとしない。
ルシア・アスマーン
シオンの母親。隕石落下に伴う一連の事件の直後、行方不明となる。
ペンローズ博士
本名はマモン・ペンローズ。ショーコの父親。
シオンの父のジドらと共に隕石の調査に向かったが、カーマに精神を乗っ取られてゾリアスの尖兵となる。
デューク・ギーデル
仮面を被った謎多き赤毛の剣士。
ウュリア国王イールの命を救ったことで重用されるようになり、イールの命に従ってシオンと行動を共にする。

## 移植版
| No. | タイトル     | 発売日         | 対応機種                | 開発元           | 発売元                     | メディア           | 型式     | 備考                                                                                        |
| --- | ------------ | -------------- | ----------------------- | ---------------- | -------------------------- | ------------------ | -------- | ------------------------------------------------------------------------------------------- |
| 1   | アルシャーク | 1991年12月6日  | X68000                  | ライトスタッフ   | ライトスタッフ             | フロッピーディスク | -        | PC-9801からの移植にあたり、グラフィックはほとんど書き直された。 MIDI音源 (MT-32) にも対応。 |
| 2   | アルシャーク | 1993年5月1日   | FM-TOWNS                | ライトスタッフ   | ライトスタッフ             | CD-ROM             | -        |                                                                                             |
| 3   | アルシャーク | 1993年11月26日 | メガCD                  | CRC総合研究所    | サンドストーム             | CD-ROM             | T-92014  |                                                                                             |
| 4   | アルシャーク | 1994年8月26日  | PCエンジンSUPER CD-ROM2 | オカリナシステム | ビクターエンタテインメント | CD-ROM             | JCCD4014 |                                                                                             |

## スタッフ
PC-9801版
- スーパーバイザー、著者：飯淳
- メイン・プログラム、システム・コーディネート：田名網正
- エンディング・プログラム、音楽ドライバー：小倉唯克
- ゲーム・デザイン：飯淳、佐藤淳、青柳久
- キャラクター・デザイン、ビジュアル・エディット：木村明広
- モンスター・デザイン：富田記史、原田誠一
- メカニック・デザイン：木村明広、富田記史、原田誠一
- フィールド・キャラクター・エディット：富田記史
- バトル・キャラクター・エディット：原田誠一、富田記史
- フィールド・マップ・エディット：星野宇喜子、前島弘史、富田記史、赤石龍彌
- 音楽、編曲：佐藤天平
- 効果音エディット：佐藤天平、鈴木丈司
- スペシャル・サンクス：島達郎、青山勝治、斉藤しおみ、横山秀明、川久保雄一

X68000版
- スーパーバイザー、著者、シナリオ：飯淳
- メイン・プログラム：TAKION
- プログラム・アシスト：川野広行
- 音楽ドライバー：小倉唯克
- ゲーム・デザイン：飯淳、佐藤淳、青柳久
- キャラクター・デザイン、ビジュアル・エディット：木村明広
- モンスター・デザイン：富田記史、原田誠一
- メカニック・デザイン：木村明広、富田記史、原田誠一
- フィールド・キャラクター・エディット：富田記史
- バトル・キャラクター・エディット：原田誠一
- フィールド・マップ・エディット：星野宇喜子、富田記史、原田誠一
- 音楽、編曲：佐藤天平
- 効果音エディット：鈴木丈司
- スペシャル・サンクス：島達郎、青山勝治、斉藤しおみ、小川直之、川久保雄一

メガCD版
- 開発スタッフ
  - 製作：笠原壮夫
  - エグゼクティブ・プロデューサー：鈴木博之
  - 原作、脚本：飯淳
  - キャラクター・デザイン：木村明広
  - オリジナル・プログラム：株式会社ライトスタッフ
  - 音楽：佐藤天平
  - オリジナルサウンドトラック盤：ポリドール株式会社
- プログラム・スタッフ
  - システム：梅林信之
  - フィールド：岩倉啓祐
  - アニメーション：福岡久典
  - SE：黒岩東彦、株式会社サウンド・エムズ
  - グラフィックス：佐藤康之、高橋淳、小宮山英俊、株式会社CRC総合研究所
- アニメーション制作スタッフ
  - アニメーション出演、作画監督、オープニング：島崎克美
  - 原画：保田康治、叶内孝行、島崎克美
  - 動画制作：株式会社J.C.STAFF
  - オーディオ演出：田中英行
  - 効果：今野康之
  - ミキサー：小原吉男
  - 録音スタジオ：タバック
  - 音響制作：株式会社AUDIO・タナカ
- スペシャル・サンクス：湯川トーベン、柳沢二三男、向山テツ、パフ、武田和豊、キーストーンスタジオ、ADファクター
- ディレクター：図司安明、梅林信之
- プロデューサー：堀尾裕樹、中村一
- 制作協力：株式会社ライトスタッフ

PCエンジンSUPER CD-ROM2版
- 原作、監督：飯淳
- 原画：木村明弘
- 進行：岡部敦、笠倉堅之、水島正人、島田良尚、加納保宏
- プログラム：柿内清一、中村晃章、田中常晴、大平雄司
- 絵：渡辺久美子、菅田ライト級、矢野克敏、前島弘史、井伊誠、佐野裕一、山中秀樹、錦見邦彦、加納保宏
- 音楽：佐藤天平
- 音声進行：新美正宏、井上松生
- サンクス：アルモア・N・イナゾウ、ピシャーチャ・ウジイエ（オチュウ）、ボク・テツポン、キ・チ・ク、オッス・フナオカ
- 協力：オカリナシステム

## 評価
メガCD版
- ゲーム誌『ファミコン通信』の「クロスレビュー」では、5・3・4・3の合計15点（満40点）となっている。

- ゲーム本『メガドライブ大全』（2004年、太田出版）では、本作が90年代初頭においてパソコンRPGでは王道となっていたファンタジーSF作品である事を指摘した上で、レベルアップや戦闘がスムーズに進行する事に関して「演出過剰時代前のRPGのテンポの良さ」を味わえると肯定的に評価、また宇宙空間での戦闘がシューティングゲームになっている事に関しては「日本ではあまり流行らなかったスペースシューティングRPGそのもので盛り上がる」と称賛、一方でこのスペースモードまでプレイしたユーザーからは肯定的に評価されたがそれ以前に離れたユーザーからは評価されなかった事を主張した。

PCエンジンSUPER CD-ROM²版
- ゲーム誌『ファミコン通信』の「クロスレビュー」では、6・4・5・4の合計19点（満40点）、『PC Engine FAN』の読者投票による「ゲーム通信簿」での評価は以下の通りとなっており、19.6点（満30点）となっている。

| 項目 | キャラクタ | 音楽 | お買得度 | 操作性 | 熱中度 | オリジナリティ | 総合 |
| 得点 | 3.6        | 3.2  | 3.0      | 3.1    | 3.4    | 3.3            | 19.6 |
- ゲーム本『懐かしゲーム機大百科 PCエンジン完全ガイド 1987-1999』では、通常の戦闘シーンはコマンド選択式であるのに対して宇宙空間での戦闘シーンがシューティングゲームになっている事に関して意欲作であると肯定的に評価した。